# Georg Wissowa
Georg Otto August Wissowa, född den 17 juni 1859 i Breslau, död den 11 maj 1931 i Halle, var en tysk filolog.
Wissowa studerade i München, disputerade 1882, blev 1886 extra ordinarie och 1890 ordinarie professor i Marburg och 1893 professor i Halle. Sedan 1894 ledde Wissowa utgivningen av den nya upplagan av Paulys realencyklopedi.
Wissowa utgav många skrifter, bland vilka kan nämnas De Veneris simulacris romanis (1882), Religion und Kultus der Römer (1902; 2:a upplagan 1911, i Iwan von Müllers "Handbuch der klassischen Altertumswissenschaft"), därtill som supplement Gesammelte Abhandlungen zur römischen Religion und Stadtgeschichte (1904).
Wissowa ombesörjde vidare 2:a upplagan av Marquardt, "Römische Staatsverwaltung", band 3 (sakralantikviteterna) samt 9:e upplagan av Ludwig Friedländer, "Darstellungen aus der Sittengeschichte Roms", II (1920). Han var sedan 1914 medredaktör av tidskriften "Hermes".

## Fotnoter
1. 1 2  Marburger Professorenkatalog, Marburger Professorenkatalog-ID: 9787, läst: 9 oktober 2017.[källa från Wikidata]
2. 1 2  Brockhaus Enzyklopädie, Brockhaus Enzyklopädie-ID: wissowa-georg, läst: 9 oktober 2017.[källa från Wikidata]